# Reba Maybury
Reba Maybury (Oxford, 1990) es una artista, escritora, feminista y dominatrix británica.

## Biografía
Reba Maybury nació en la ciudad de Oxford (Inglaterra) en 1990. Es hija de madre paquistaní y padre galés, y tiene una hermana tres años menor que ella.
Entre 2011 y 2015, Maybury trabajó como redactor jefe de la revista británica Sang Bleu, escribiendo artículos centrados en el arte contemporáneo, la cultura, la moda, la literatura, la sociología, el fetichismo y el tatuaje.
Se graduó en Historia y Teoría de la Moda en el año 2013 en el Central Saint Martins de Londres. Con posterioridad, accedió a un puesto de profesora en dicho centro.
En 2015, Maybury fundó la editorial Wet Satin Press, con la que ha publicado muchas de sus obras, como las ediciones del periódico Radical People, el libro ilustrado The Goddess and the Worm y la colección de imágenes I've Seen More Plastics Than the Average Guy, todos ellos de 2015, la novela de 2017 Dining with Humpty Dumpty y el folleto BINTS! A Conversation Between Mistress Rebecca and the Elysium Harvester, de 2019.
Maybury también presentaba un programa de radio sobre BDSM llamado Mistress Rebecca's World, emitido regularmente en NTS Radio. La primera edición del programa se emitió el 8 de noviembre de 2017 y la última el 3 de febrero de 2019.
Durante 2018, fue columnista de la revista alemana Sleek, escribiendo la serie "Power Play with Reba Maybury", donde abordaba los temas del BDSM, el feminismo y la sexualidad en general.
También ha desarrollado su trabajo como artista y galerista en la galería de arte Arcadia Missa, situada en Londres, donde ha expuesto muchas de sus obras.

### Exposiciones
Su primera exposición fue Fish Wifes en una colaboración con la artista Claire Barrow en 2016. Su trabajo se expuso los días 30 y 31 de enero de 2016 en el Paramount Ranch de Agoura Hills (California).
Al año siguiente, participó en otra exposición, esta vez en la ciudad de Los Ángeles. La muestra, titulada Prick Up Your Ears, se expuso en la galería Karma International entre el 6 de agosto de 2017 y el 9 de septiembre de 2017.
Maybury y otros diecisiete artistas participaron en la exposición Putting Out, que tuvo lugar en la ciudad de Nueva York en Gavin Brown's Enterprise entre el 28 de junio de 2018 y el 11 de agosto de 2018.
Otra obra suya en colaboración con el artista Will Sheldon se realizó en la galería Arcadia Missa de Londres, en la exposición My Deep Secret. La muestra tuvo lugar entre el 7 de julio de 2018 y el 3 de agosto de 2018 y contó con donaciones de objetos de las sumisas de Reba Maybury y con dibujos realizados por ellas bajo sus órdenes.
Fue una de las artistas que participó en la exposición británica I, I, I, I, I, I, Kathy Acker, que tuvo lugar del 1 de mayo de 2019 al 4 de agosto de 2019 en el Institute of Contemporary Arts de Londres. La exposición fue un homenaje póstumo a la escritora estadounidense Kathy Acker.
Del 6 de julio al 8 de noviembre de 2019, su obra formó parte de la exposición internacional Paint, also known as Blood en el Museo de Arte Moderno de Varsovia, dedicada a las mujeres cuya práctica pictórica revaloriza los estereotipos relativos a la sumisión y la dominación.
Otra exposición de la que formó parte fue Do You Love Me?, presentada en la galería de arte de Nueva York llamada PPOW Gallery entre el 11 de julio y el 9 de agosto de 2019.
La primera exposición individual de Maybury fue A-good-individual. Para la misma, Maybury realizó una sesión de BDSM en vivo con una de sus sumisas el 30 de agosto de 2019, de la que se desprenden devociones de objetos y realizaciones de tareas como pinturas, collages y poemas. Posteriormente, el resultado de la obra se expuso en el LUMA Westbau de Zúrich (Suiza) del 31 de agosto al 6 de octubre de 2019.
En 2020, la exposición The Monstrous Bouquet, que estuvo activa del 12 de septiembre al 18 de octubre de 2020 en el instituto cultural Omstand de los Países Bajos, contó con Maybury.
Maybury también participó en la exposición Witch Hunt del 7 de noviembre de 2020 al 21 de febrero de 2021 en la casa de exposiciones del Palacio de Charlottenborg situada en Copenhague (Dinamarca). El espectáculo representaba la figura de la bruja y los juicios por brujería en la región nórdica desde el siglo XVI hasta el XVIII.

## Ideario político
Reba Maybury se considera feminista, socialista y comenzó a trabajar como dominatrix en 2014, cuando adoptó el nombre de Mistress Rebecca.
En sus sesiones de BDSM, Maybury sólo domina a hombres blancos y preferentemente de derecha. Según Maybury, el mundo está gobernado por hombres blancos, por lo que son ellos los que quiere ver en posición de sumisión, y afirma que no se ve siendo cruel en una sesión de BDSM con otro tipo de hombre que no sea ese.
Como socialista, Maybury cobra a sus sumisos con una escala móvil, según el dinero que gane. Los que no ganan mucho realizan trabajos para ella a cambio de la dominación, mientras que los sumisos más ricos tienen que pagar en función del lujo que consumen en la vida. Algunas de sus exposiciones, como My Deep Secret (2018) o A-good-individual (2019) han contado con dibujos, donaciones, poemas y otros trabajos realizados por sumisos bajo sus órdenes.
La novela Dining with Humpty Dumpty, escrita por Maybury y publicada en 2017, cuenta la historia de un sumiso con un fetiche por la supremacía femenina, pero que tiene una visión política de derecha conservadora. La historia está inspirada en las propias relaciones del autor y el personaje central de la obra es un estereotipo de hombre blanco heterosexual basado en las múltiples sumisas que ha tenido Maybury.
El libro BINTS! A Conversation Between Mistress Rebecca and the Elysium Harvester, publicada en 2019, tuvo todos sus beneficios donados a Swarm, una ONG centrada en la ayuda a los trabajadores del sexo. La obra, que se basa en una conversación que Maybury mantuvo con un misógino, fue financiada en su totalidad por las sumisas de Maybury, que realizaron y pagaron el diseño gráfico, el arte, la portada y la impresión.